# Маслов Андрій Миколайович
Андрій Миколайович Маслов (нар. 13 жовтня 1977, Харків) — український футболіст, що виступає на позиції захисника.

## Кар'єра гравця
Андрій Маслов народився 13 жовтня 1977 року. Розпочав свою кар'єру в складі новоствореного аматорського клубу «Арсенал» (Харків). А вже наступного року, 2 серпня 1999 року, дебютував на професійному рівні у виїзному матчі 1-го туру групи В другої ліги чемпіонату України проти кременчуцького «Кременя», в якому харків'яни поступилися з рахунком 0:1. У тому поєдинку Андрій вийшов зі старту та відіграв до фінального свистка. Свій перший м'яч у професійній кар'єрі він забив у сезоні 2000/01 років, сталося це 26 серпня 2000 року на 44-ій хвилині домашнього матчу 3-го туру групи В другої ліги чемпіонату України проти «Сталі-2» (Алчевськ), в якому Арсенал переміг з рахунком 3:1. У складі харків'ян Маслов виступав до 2001 року. За цей час у чемпіонатах України відіграв 64 матчі та забив 1 м'яч, ще 9 матчів за «Арсенал» провів у кубку України. Під час зимової перерви сезону 2001/02 років залишив команду.
Наступним клубом Андрія стала дніпродзержинська «Сталь», кольори якої він захищав до 2005 року. У складі дніпродзержинської команди в сезоні 2003/04 років став переможцем групи В другої ліги чемпіонату України та здобув право з наступного сезону виступати в першій лізі. У чемпіонатах України у складі «Сталі» Маслов відіграв 79 матчів та забив 9 м'ячів, ще 4 матчі (2 голи) у складі «Сталі» Андрій провів у кубку України. Крім того, в 2005 році зіграв 1 матч у футболці фарм-клубу дніпродзержинської команди, «Сталі-2». Під час зимової паузи сезону 2005/06 років залишив команду.
Третім та останнім на сьогодні професійним клубом Андрія Маслова став армянський «Титан», кольори якого він захищав до 2014 року. У сезоні 2006/07 років у складі армянської команди він став бронзовим призером групи Б другої ліги, а в наступному, 2007/08 років — срібним призером групи Б другої ліги чемпіонату України. А вже через сезон, 2009/10 років, став переможцем групи б другої ліги чемпіонату України та разом з командою здобуває путівку до першої ліги. У складі «Титану» був ключовим гравцем. У чемпіонатах України за армянський клуб зіграв 157 матчів та забив 9 м'ячів, ще 6 поєдинків у складі «Титану» зіграв у кубку України.
Після розформування армянського «Титану» продовжив виступати на аматорському рівні. У 2015 році захищав кольори чугуївського «Старту», а в 2016 році захищав кольори харківської «Дружби». Цього ж року перейшов до новоствореного «Металіста 1925». У складі харків'ян Маслов дебютував 27 серпня 2016 року. 26 грудня 2017 року припинив співпрацю з харківським клубом.

## Досягнення
- Друга ліга чемпіонату України
  -  Чемпіон (1): 2003/04 (Група В), 2009/10 (Група Б)
  -  Срібний призер (1): 2007/08 (Група Б)
  -  Бронзовий призер (1): 2006/07 (Група Б)